# 罗伯特·巴德·德怀尔
罗伯特·巴德·德怀尔（英語：Robert Budd Dwyer；1939年11月21日—1987年1月22日）是美国宾夕法尼亚州的政治人物，共和党党员，曾在1971年至1981年间担任宾夕法尼亚州参议院的参议员，代表第50选区。1981年1月20日起担任州财务官员。
1987年1月22日，身陷贪污指控的德怀尔在州府哈里斯堡召开新闻发布会，并在记者面前突然掏出.357马格南手枪自杀。宾州众多观众在当天的电视上看到了这血腥的一幕。